# Кавахарадзука Такесі
Кавахарадзука Такесі (яп. 河原塚 毅; нар. 1 лютого 1975) — японський футболіст, що грав на позиції нападника.

## Футбол
Протягом 1999 років грав за команду «Альбірекс Ніїгата».

## Пляжний футбол
Був учасником Чемпіонат світу з пляжного футболу 2005, 2006, 2008, 2009, 2011 та 2013.